# Орфографическая глубина
В лингвистике орфографи́ческая глубина́ ― это характеристика, указывающая на степень отклонения письменного языка от простого однозначного соответствия «буква ― фонема». Она зависит от того, насколько легко узнать произношение слова по его правописанию.

## Примеры
В «неглубоких» орфографиях письменно-звуковое соответствие прямое: слова как пишутся, так и произносятся. Такая орфография называется фонематической. К языкам с низкой орфографической глубиной относятся испанский, финский, турецкий, латинский и итальянский.
В «глубоких» орфографиях письменно-звуковые соответствия непрямые, то есть не имеется однозначного соответствия между фонемами и графемами. Орфография этих языков может отражать этимологию слов (в венгерском, фарерском, тайском или французском языках) или быть морфофонической (в корейском или английском языках).
Например, в корейском языке очень сложные фонологические правила, особенно в отношении согласных. Так, корейское слово '훗일', которое должно произноситься как [husil] (исходя из стандартного произношения составляющих графем), на самом деле произносится как [hunnil].

## Исследования лингвистов
Лингвист Ван ден Бош выделяет две составляющие орфографической глубины. Первая ― это сложность соответствий между графемами и фонемами, то есть насколько трудно правильно произнести написанное на данном языке. Вторая составляющая связана со сложностью определения графемных элементов слова при его произношении.
Лингвист Ксавьер Марджо создал нейронную сеть для ранжирования 17 орфографий в соответствии с их уровнем глубины. Среди проверенных орфографических систем нейросеть назвала самыми «глубокими» английскую, китайскую и французскую.